# Korekcja K
Korekcja K przekształca pomiary obiektów astronomicznych na odpowiadające im układy spoczynkowe. Korekta działa na obserwowaną wielkość tego obiektu (lub równoważnie na jego strumień). Ponieważ w obserwacjach astronomicznych często następuje pomiar przez pojedynczy filtr lub pasmo, obserwatorzy mierzą tylko ułamek całego widma, przesuniętego ku czerwieni względem układu obserwatora. Przykładowo, aby porównać pomiary gwiazd o różnych przesunięciach ku czerwieni widzianych przez czerwony filtr, należy oszacować korekcję K do tych pomiarów, aby dokonać porównań. Gdyby możliwy był pomiar wszystkich długości fal światła od obiektu (strumień bolometryczny), korekcja K nie byłaby wymagana; byłaby ponadto zbędna, gdyby można było zmierzyć światło emitowane w linii emisyjnej.
Jednym z roszczeń co do pochodzenia terminu „korekta K” jest Edwin Hubble, który rzekomo wybrał arbitralnie {\displaystyle K} reprezentować współczynnik redukcji wielkości spowodowany tym efektem. Jednak Kinney i inni, w przypisie nr 7 na stronie 48 swojego artykułu, odnotowują wcześniejsze pochodzenie od Carla Wilhelma Wirtza (1918), który odniósł się do korekty jako Konstante (niem. „Stała”), stąd korekta K.
Korekcję K można zdefiniować w następujący sposób
{\displaystyle M=m-5(\log _{10}D_{L}-1)-K_{Corr},}
tj. dostosowanie do standardowej relacji między jasnością absolutną i pozorną, wymaganej do skorygowania efektu przesunięcia ku czerwieni. Tutaj {\displaystyle D_{L}} jest odległością jasnościową mierzoną w parsekach.
Dokładny charakter obliczeń, które należy zastosować, aby wykonać korektę K, zależy od rodzaju filtru użytego do obserwacji i kształtu widma obiektu. Jeżeli dla danego obiektu dostępne są wielokolorowe pomiary fotometryczne, określając w ten sposób jego widmowy rozkład energii (SED), wówczas można obliczyć korektę K, dopasowując ją do teoretycznego lub empirycznego szablonu spektralnej dystrybucji energii (ang. „spectral energy distribution” – SED). Wykazano, że korekty K w wielu często używanych filtrach szerokopasmowych dla galaktyk o niskim przesunięciu ku czerwieni można precyzyjnie przybliżyć za pomocą dwuwymiarowych wielomianów jako funkcji przesunięcia ku czerwieni i jednej obserwowanej barwy. To podejście jest zaimplementowane w kalkulatorze korekcji K.